# 製菓衛生師
製菓衛生師（せいかえいせいし、英: Confectionery Hygiene Master）は、製菓衛生師試験に合格した後、都道府県にある製菓衛生師名簿に登録された者。なお製菓衛生師試験は製菓衛生師法第4条第1項の規定に基づき、都道府県知事が行うものである。滋賀県、京都府、大阪府、兵庫県、和歌山県、徳島県の試験については、平成25年度より、関西広域連合長が実施している。調理師などと同じように、業務そのものは資格がなくとも行うことができるが、有資格者以外は名乗ることが出来ない名称独占資格である。

## 概要
製菓衛生師法に基づき、和菓子、洋菓子、パン、ピザなどを製造するに当たって公衆衛生や製造者の資質向上などを目的とし、安全性の高い食品を作る資格である。

## 受験資格
1. 学校教育法第57条に規定する者であって、都道府県知事の指定する製菓衛生師養成施設で、1年以上製菓衛生師として必要な知識及び技能を修得した者
2. 学校教育法第57条に規定する者であって、2年以上菓子に関する実務を経験した者

いずれか1つ条件を満たしていれば受験可能。

## 試験
各都道府県によって異なる。

### 試験科目
1. 衛生法規
2. 公衆衛生学
3. 栄養学
4. 食品学
5. 食品衛生学
6. 製菓理論及び実技

## その他
食品衛生責任者講習会を受講しなくても食品衛生責任者としても選任できる(任用資格)。